# Luta na selva
O Luta na Selva ou Dou Shou Qi (também chamado incorretamente de Xo Dou Qi)  (chinês tradicional: 鬥獸棋, pinyin: dòu shòu qí, lit. ‘Jogo de luta de animais’) surgiu na china em data incerta. É um jogo que utiliza animais esculpidos como peças do jogo, em um tabuleiro dividido em várias casas com respectivas inscrições. 

Luta na Selva é tão sutil que lembra mais uma criação da natureza do que uma invenção humana. Nela, é preciso saber correr riscos, avançar na hora certa e recuar quando for preciso.

## Tabuleiro
O tabuleiro possui 63 casas com diferentes inscrições. Cada uma delas determina diferentes tipos de regras do jogo.

## Material
Tabuleiro, 8 peças claras para um jogador e 8 peças escuras para o outro jogador.

## Objetivo
Alcançar a toca do adversário marcada por um circulo.

## Preparação
Colocar cada animal na casa com seu desenho, as peças claras de um lado do tabuleiro e as escuras do outro lado.

## Valor das peças
- Rato: 1
- Gato: 2
- Cachorro: 3
- Lobo: 4
- Leopardo: 5
- Tigre: 6
- Leão: 7
- Elefante: 8

## Movimentação
- O jogador com as peças escuras inicia a partida.
- Cada peça pode se mover apenas em quatro direções: Para cima, para baixo, para esquerda, para direita. Nunca em diagonal.
- Se um animal mais forte chegar numa casa ocupada por um animal mais fraco, este último é capturado e retirado do jogo.
- A única exceção é para o confronto entre o rato e o elefante. Eles podem se capturar mutuamente. O primeiro que se mover captura o outro.
- Animais de mesmo valor também são presas mútuas. Por exemplo: um gato pode capturar o gato adversário.
- As casas marcadas com ondulações, no centro do tabuleiro, representam os lagos.
- O rato é o único animal que pode entrar nos lagos.
- O Tigre e o Leão podem saltar de uma ponta do lago até a outra, exceto se houve um rato no meio do caminho. Se houver algum animal mais fraco na outra ponta ele será capturado.
- O Rato pode capturar o rato adversário dentro do lago ao se mover primeiro.
- O Rato não pode atacar o elefante saindo de uma casa de dentro do lago.
- As 3 casas em volta da toca marcadas por um quadrado são armadilhas e protegem a toca. Todo animal que para numa dessas casas, do campo adversário, pode ser capturado por qualquer animal adversário.
- Não se pode repetir uma mesma posição 3 vezes em seguida.
- A casa no meio do tabuleiro entre as armadilhas representa a Toca.
- O Jogador não pode colocar nenhum animal dentro de sua própria Toca.
- Vence quem atingir a Toca do adversário primeiro.